# Terrängpersonvagn m/43
Lo  Terrängpersonvagn m/43 (TVP) è una vettura militare per il trasporto truppe svedese ruotato 4×2, adottato durante la seconda guerra mondiale ed inizialmente designato dai militari Terrängpersonbil m/43.

## Storia
Durante la seconda guerra mondiale emerse la necessità di grossi veicoli militari, essendosi dimostrate inadatte automobili ed autocarri civili semplicemente dipinti con colori mimetici. In particolare venivano usate le automobili civili Volvo PV51, 53, 54 e 56. Queste però non erano dotate di capacità fuoristrada e non avevano spazio a bordo per le attrezzature radio. Le forze armate incaricarono quindi la Volvo di sviluppare un fuoristrada militare. Il mezzo venne prodotto in 210 esemplari tra il 1944 ed il 1946.

## Tecnica
Per accelerare lo sviluppo della TVP, la Volvo utilizzò al massimo componenti civili già esistenti. L'idea era di utilizzare una carrozzeria esistente su un telaio modificato, dotato di quattro grandi ruote motrici. Il telaio modificato ed il motore typ EC provenivano dalle automobili della serie Volvo PV800. Gli assali erano quelli dell'autocarro leggero serie Volvo LV101, dal quale era tratto anche il cambio non sincronizzato a quattro velocità typ E9. La scatola di distribuzione era invece di nuova progettazione.